# Desmia crudalis
Desmia crudalis là một loài bướm đêm trong họ Crambidae.